# I've Told Ev'ry Little Star
I've Told Ev'ry Little Star är en sång med musik av Jerome Kern och text av Oscar Hammerstein II, publicerad 1932.
Låten introducerades i musikalen Music in the Air. Den har senare spelats in av många.
Blande de mest berömda versionerna finns en av Linda Scott 1961, som nådde tredje plats på USA:s poplista och även placerade sig bland de tio bästa i Nya Zeeland och Sydafrika. I en auditionscen i filmen Mulholland Drive, användes Linda Scotts inspelning som röst.

## Inspelningar
- Cannonball Adderley
- Jessica Andersson [1]
- Drifters (Sverige), 2008 [2]
- Jamey Aebersold
- Anything Goes
- Michael Ballam
- Stanley Black
- Pat Boone
- Ray Conniff
- Jack Denny
- Kenny Drew
- Eddy Duchin
- Mary Ellis
- Percy Faith
- Ferrante & Teicher
- George Feyer
- Henry Hall & the BBC Dance Orchestra
- Peggy King
- Dorothy Kirsten
- London Philharmonic Orchestra
- Marion Marlowe
- Dave McKenna
- Marian McPartland
- Misha Mengelberg
- Joan Morris
- Sonny Rollins
- Annie Ross
- Perico Sambeat
- Mike Sammes Singers
- Jonathan Schwartz
- Linda Scott
- Margaret Whiting